# Heng Development
Heng Development., Ltd. – kambodżańskie przedsiębiorstwo wielobranżowe z siedzibą w Phnom Penh działające od 1994 roku.

## Historia
Przedsiębiorstwo Heng Development rozpoczęło działalność w 1994 roku w stolicy Kambodży, Phnom Penh przez doświadczoną na państwowych stanowiskach Seang Chan Heng. W kolejnych latach skoncentrowało się ono na działalności lokalnej, obejmując nie tylko branżę nieruchomości, a także hodowlę zwierząt, luksusową restaurację w stolicy państwa, a także sektor budowlany. 
W 2011 roku Heng Development zdecydowało się wkroczyć do branży motoryzacyjnej, przedstawiając samodzielnie skonstruowany mikrosamochód elektryczny pod nazwą Angkor EV. W marcu tego samego roku przedsiębiorstwo zapowiedziało plany rozpoczęcia masowej produkcji samochodów elektrycznych., z kolei dwa lata później, w 2013 roku przedstawiono poprawioną wersję Angkora EV, przy okazji której zmodyfikowano nadwozie i wyeliminowano usterki techniczne trapiące prototyp z 2011 roku.
W 2014 roku plany rozpoczęcia seryjnej produkcji samochodów nie powiodły się z powodu wycofania inwestorów. Z powodu nieznalezienia nowego źródła finansowania na m.in. budowę fabryki zatrudniającej ok. 300 pracowników, plany pozostają zamrożone.

## Modele samochodów

### Historyczne
- Angkor EV (2011)